# Česka fotbalová liga
La Česka fotbalová liga o ČFL, è una delle due terze divisioni semiprofessionali del campionato ceco di calcio, assieme alla Moravskoslezská fotbalová liga.

## Formula
La Česka fotbalová liga è nata nel 1991, assieme alla MSFL come terza serie del campionato cecoslovacco di calcio, andando a sostituire la II. Česká národni liga.

A partire dalla stagione 2014-2015 era stata introdotta una novità: se una partita terminava in parità, si passava ai tiri di rigore. La squadra che vinceva conquista due punti, mentre la perdente ne conquistava uno.
 La cosa non ha preso piede ed è stata abolita. In seguito al COVID è stata allargata e divisa in due gironi.
Le squadre prime classificate giocano la finale per la promozione. Le ultime due classificate di ogni girone vengono retrocesse in 4. liga.

## Squadre partecipanti 2022-2023

### Gruppo A
- Admira Praga
- Bohemians 1905 B
- Baník Sokolov
- Dukla Praga B
- Dynamo Ceske Budejovice B
- Houston
- Jiskra Domažlice
- Karlovy Vary
- Králův Dvůr
- Loko Vltavín
- Motorlet Praga
- Písek
- Povltavská fotbalová akademie
- TJ Robstav Přeštice
- Viktoria Plzeň B
- FK Zbuzany 1953

### Gruppo B
- Baník Souš
- Benešov
- Chlumec nad Cidlinou
- Hradec Králové B
- Jablonec B
- Kolín
- Mladá Boleslav B
- Pardubice B
- FK Přepeře
- FC Slovan Velvary
- Sokol Brozany
- Sokol Živanice
- Teplice B
- Ústí nad Labem
- Viktoria Žižkov
- Zápy

## Albo d'oro
| Anno      | Vincitore               | Secondo posto          |
| --------- | ----------------------- | ---------------------- |
| 1991-92   | Jablonec                | Chmel Blšany           |
| 1992-93   | Chmel Blšany            | Teplice                |
| 1993-94   | Ústí nad Labem          | Příbram                |
| 1994-95   | Chrudim                 | Pelikán Děčín          |
| 1995-96   | Atlantic Lázně Bohdaneč | Arsenal Česká Lípa     |
| 1996-97   | Slavia Praga B          | Baník Most             |
| 1997-98   | Mladá Boleslav          | Pelikán Děčín          |
| 1998-99   | Spolana Neratovice      | Admira Praga           |
| 1999-2000 | Chomutov                | Sparta Krč             |
| 2000-01   | Kolín                   | Strizkov               |
| 2001-02   | Sparta Praga B          | Tatran Prachatice      |
| 2002-03   | Tatran Prachatice       | Slavia Praga B         |
| 2003-04   | Ústí nad Labem          | Náchod-Deštné          |
| 2004-05   | Slovan Liberec B        | Xaverov                |
| 2005-06   | Zenit Čáslav            | Slovan Varnsdorf       |
| 2006-07   | Bohemians Praga         | Sparta Krč             |
| 2007-08   | Sparta Praga B          | Sezimovo Ústí          |
| 2008-09   | Graffin Vlašim          | Písek                  |
| 2009-10   | Sezimovo Ústí           | Sokol Ovčáry           |
| 2010-11   | Bohemians Praga         | Mladá Boleslav B       |
| 2011-12   | Chrudim                 | Pardubice              |
| 2012-13   | Loko Vltavín            | Kolín                  |
| 2013-14   | Kolín                   | Viktoria Jirny         |
| 2014-15   | Bohemians Praga         | Viktoria Jirny         |
| 2015–16   | Viktoria Jirny          | Zápy                   |
| 2016–17   | Viktoria Jirny          | Olympia Hradec Králové |
| 2017–18   | Chrudim                 | Loko Vltavín           |
| 2018–19   | Slavoj Vyšehrad         | Zápy                   |
| 2019–20   | -                       | -                      |
| 2020–21   | -                       | -                      |
| 2021–22   | Slavia Praga B          | Zápy                   |
| 2022–23   | Viktoria Žižkov         | Jiskra Domažlice       |
| 2023–24   |                         |                        |